# Simone Masciarelli
Simone Masciarelli, né le 2 janvier 1980 à Pescara, dans les Abruzzes, est un coureur cycliste italien. 

## Biographie
Après l'arrêt de l'équipe Acqua & Sapone, il reste sans équipe quelques mois. Se maintenant en forme en pratiquant le cyclo-cross pendant son inactivité, il rejoint, au mois d'avril 2013, la formation Utensilnord Ora24.eu, deux jours après son frère Andrea.
Fin 2014, La Gazzetta dello Sport révèle qu'il fait partie des clients du controversé médecin italien Michele Ferrari.

## Palmarès
- 1996
  - 3e de la Coppa d'Oro
- 2001
  - 2e du Grand Prix Nobili Rubinetterie
- 2002
  - 2e du Trophée de la ville de Castelfidardo

## Résultats sur les grands tours

### Tour d'Italie
2 participations
- 2004 : 91e du classement général.
- 2007 : abandon (12e étape).

### Tour d'Espagne
1 participation
- 2003 : 126e du classement général.